# Amt Hürup
Das Amt Hürup ist ein Amt im Norden der Landschaft Angeln im Kreis Schleswig-Flensburg in Schleswig-Holstein. Es liegt südöstlich von Flensburg.

## Amtsangehörige Gemeinden
- Ausacker
- Freienwill
- Großsolt
- Hürup
- Husby

## Geschichte
1971 wurde das Amt in seiner heutigen Ausdehnung gebildet. Zum 1. März 2023 wurden die Mitgliedsgemeinden Maasbüll und Tastrup nach Hürup eingemeindet.